# Uniedrog
Uniedrog lub Unidróg – książę obodrycki panujący w pierwszej połowie XI wieku.
Odczyt imienia, zapisanego w źródłach w formie Anadrog, Anatrog, Onodrag, jest niepewny. Według informacji przekazanej przez Adama z Bremy współrządził wraz z Utonem, Raciborem i Gniewem. Zasięg jego władzy obejmował przypuszczalnie Wagrię. Zgodnie z relacją kronikarza był poganinem.
W roku 1036 gościł wraz z Raciborem i Gniewem w Hamburgu, gdzie złożył hołd lenny księciu Saksonii, Bernardowi. Musiał umrzeć niedługo po tej dacie, gdyż Racibor w chwili swojej śmierci w 1043 roku występuje już jako jedyny książę obodrycki.